# I Just Can’t Stop Loving You
I Just Can’t Stop Loving You är en hitsingel av amerikanska sångaren Michael Jackson från hans album Bad.
I Just Can’t Stop Loving You släpptes som debutsingel från albumet och gjorde succé över hela världen; den gick bland annat upp på förstaplatsen på Billboardlistan . Låten är en duett mellan Michael Jackson och Siedah Garrett. Ursprungligen var den menad att vara en duett med Barbra Streisand eller Whitney Houston. Även Agnetha Fältskog tillfrågades.

## Låtlista EP-singel
1. I Just Can’t Stop Loving You (4.23)
2. Baby Be Mine (4.12)

## Framföranden
- Låten framfördes under de flesta konserter under Bad Tour-turnén 1987–1989, där den sjöngs tillsammans med Sheryl Crow.
- Låten framfördes under alla konserter under Dangerous Tour-turnén 1992–1993, där den sjöngs tillsammans med Siedah Garrett.
- Även under uppvärmningskonserten inför History tour i Brunei 1996 framfördes låten.